# Журавлёв, Сергей Николаевич
Сергей Николаевич Журавлёв (24 апреля 1959, Брянка, Луганская область — 4 марта 2025) — советский футболист, выступал на позиции защитника. Мастер спорта СССР международного класса. Чемпион Европы по футболу среди молодёжи (1980), чемпион СССР (1980), обладатель Кубка СССР (1982). После окончания карьеры начал работу детского тренера.

## Биография
Сергей Журавлёв родился в городке Брянка на Луганщине. Воспитанник ДЮСШ «Заря», первый тренер — Борис Васильевич Фомичев (1925—1984).
В 1978 году дебютировал в составе ворошиловградского клуба в высшей лиге чемпионата СССР. В дебютном сезоне игра защитника привлекла внимание тренерского штаба киевского «Динамо», и следующий год он начал уже в составе бело-голубых. В составе киевлян Журавлёв течение пяти лет завоевал Кубок страны и стал чемпионом СССР, но из-за систематических нарушений режима был отчислен из команды. В дальнейшем он не задерживался ни одном из клубов больше, чем на сезон.
В составе молодёжной сборной СССР стал чемпионом Европы-1980. Журавлёв был одним из основных игроков той сборной, в которой также выступали Анатолий Демьяненко, Сергей Балтача, Валерий Газзаев, Андрей Баль.
В течение 1998—1999 годов Журавлёв работал детским тренером и вторым тренером клуба «Аль-Кадисия» из Саудовской Аравии. С 2004 года работал в ДЮФШ киевского «Динамо» над подготовкой резерва для команды. Среди его воспитанников — Темур Парцвания, Дмитрий Хлёбас.
Умер 4 марта 2025 года в возрасте 65 лет.

## Достижения[5]
- Чемпион Европы среди молодёжи (1): 1980
- Бронзовый призёр чемпионата Европы среди юношей (1): 1977
- Чемпион СССР (2): 1980, 1981[6]
- Серебряный призёр чемпионата СССР (1): 1982
- Бронзовый призёр чемпионата СССР (1): 1979
- Обладатель Кубка СССР (1): 1982
- Финалист Кубка СССР (1): 1984/85
- Бронзовый призёр Спартакиады народов СССР 1979 года
- Победитель всесоюзного турнира «Дружба» 1974 года
- Обладатель Кубка УССР «Юность» 1975 года
- Победитель международного турнира «Юность» 1977 года
- Победитель всесоюзного турнира «Переправа» 1978 года в составе сборной УССР
- Награждён высшей наградой Федерации футбола г. Киева орденом «За заслуги» (2011 год)
- Сборная СССР: юношеская — 4, молодёжная — 3, олимпийская — 1
- Европейские кубки: «Динамо» (Киев) Кубок европейских чемпионов 1981/82 — 4, 1982/83 — 1, Кубок УЕФА 1979/80 — 6, 1980/81 — 2